# Кудряшов, Александр Семёнович
Алекса́ндр Семёнович Кудряшо́в (род. 1951) — российский дипломат.

## Биография
Александр Семёнович Кудряшов родился в 1951 году.

Имеет дипломатический ранг советника 1 класса.
- 1981 год — окончил МГИМО.
  - Владеет языками: 
    - арабским и
    - французским .
- С 1981 года — сотрудник МИД.
  - Работал на различных дипломатических должностях как в центральном аппарате Министерства иностранных дел СССР/России , так и за рубежом.
- 2008—2011 гг. — советник-посланник посольства России в Марокко.
- С 2011 года — старший советник Департамента по связям с субъектами Федерации, парламентом и общественными объединениями МИД России.
- 2014 — Кудряшов Александр Семёнович назначен Генеральным консулом Российской Федерации в Оше, Кыргызстан[1].